# Імені Алдашбай-ахуна сільський округ
імені Алдашба́й-аху́на сільський округ (каз. Алдашбай Ахун ат.а. ауылдық округі, рос. имени Алдашбай Ахуна сельский округ) — адміністративна одиниця у складі Кармакшинського району Кизилординської області Казахстану. Адміністративний центр та єдиний населений пункт — село імені Алдашбай-ахуна.
Населення — 727 осіб (2021; 927 у 2009, 947 у 1999).
Станом на 1989 рік село Карла Маркса (імені Алдашбай-ахуна) було частиною села Леніна (Турмаганбет) Дауликольської сільради.